# 赵庄姬
趙莊姬（？—？），又称孟姬，是晋国赵朔的夫人。
《左傳》記載，前587年，莊姬与赵朔的叔叔赵婴私通，之后赵婴被赵同、赵括驱除到齐国。前583年，莊姬向晋景公告发赵同、赵括，说他们要叛乱，赵同、赵括被杀，莊姬的儿子赵武继承赵氏宗主。
《國語•晉語》中也言及“赵朔被孟姬进谗言致死”。
《史记·赵世家》的记载完全不同，莊姬是晋成公的姐姐，屠岸贾发动下宫之难，诛杀赵氏全族，她因是国君的姐姐没有罹难，在宫中生下遗腹子赵武。通过赵氏门客公孙杵臼、程婴，将赵武救出宫外抚养，就是《赵氏孤儿》的故事。

## 影視作品

### 電視劇
| 年份 | 名稱               | 主演   |
| ---- | ------------------ | ------ |
| 1999 | 庄姬公主/乱世丽人  | 王思懿 |
| 2013 | 趙氏孤兒案         | 應采兒 |
| 2019 | 忠孝節義之萬古流芳 | 葉麗娜 |

### 電影
| 年份 | 名稱     | 主演   |
| ---- | -------- | ------ |
| 2010 | 趙氏孤兒 | 范冰冰 |